# Alexander Olegowitsch Pyschkin
Alexander Olegowitsch Pyschkin (russisch Александр Олегович Пышкин; * 13. April 1987 in Leningrad) ist ein russischer Handballspieler.

## Karriere
Alexander Pyschkin spielte bis 2015 für den russischen Erstligisten GK Newa St. Petersburg, mit dem er an der EHF Champions League und am EHF-Pokal teilnahm. 2015 wechselte der 1,97 m große Kreisläufer zum französischen Erstligaaufsteiger Chartres MHB 28, mit dem er direkt wieder aus der Ligue Nationale de Handball abstieg. Daraufhin wechselte er zum Mitabsteiger Tremblay-en-France Handball. 2017 unterschrieb Pyschkin beim österreichischen Erstligisten Handball Tirol, mit dem er zweimal in die Quali-Runde musste und einmal die Bonus-Runde erreichte. 2020 kehrte er nach Russland zu GK Akbusat zurück. Seit 2022 steht er beim russischen Erstligisten GK Dinamo-Sungul Sneschinsk unter Vertrag.

### Nationalmannschaft
Mit der russischen Nationalmannschaft nahm Pyschkin an der Weltmeisterschaft 2013 (7. Platz), an der Europameisterschaft 2014 (11. Platz) und an der Weltmeisterschaft 2015 (19. Platz) teil.